# Маньяска (тауншип, Миннесота)
Маньяска (англ. Manyaska) — тауншип в округе Мартин, Миннесота, США. На 2000 год его население составило 337 человек.

## География
По данным Бюро переписи населения США площадь тауншипа составляет 89,1 км², из которых 87,6 км² занимает суша, а 1,5 км² — вода (1,63 %).

## Демография
По данным переписи населения 2000 года здесь находились 337 человек, 129 домохозяйств и 101 семья. Плотность населения — 3,8 чел./км². На территории тауншипа расположено 160 построек со средней плотностью 1,8 построек на один квадратный километр. Расовый состав населения: 96,14 % белых, 0,30 % азиатов, 2,08 % — других рас США и 1,48 % приходится на две или более других рас. Испанцы или латиноамериканцы любой расы составляли 3,26 % от популяции тауншипа.
Из 129 домохозяйств в 34,1 % воспитывались дети до 18 лет, в 73,6 % проживали супружеские пары, в 3,1 % проживали незамужние женщины и в 21,7 % домохозяйств проживали несемейные люди. 19,4 % домохозяйств состояли из одного человека, при том 9,3 % из — одиноких пожилых людей старше 65 лет. Средний размер домохозяйства — 2,61, а семьи — 3,01 человека.
26,1 % населения — младше 18 лет, 5,9 % — в возрасте от 18 до 24 лет, 22,0 % — от 25 до 44, 27,3 % — от 45 до 64, и 18,7 % — старше 65 лет. Средний возраст — 43 года. На каждые 100 женщин приходилось 91,5 мужчин. На каждые 100 женщин старше 18 приходилось 93,0 мужчин.
Средний годовой доход домохозяйства составлял 46 563 доллара, а средний годовой доход семьи — 49 271 доллар. Средний доход мужчин — 30 417 долларов, в то время как у женщин — 23 333. Доход на душу населения составил 22 468 долларов. За чертой бедности находились 1,8 % семей и 5,5 % всего населения тауншипа, из которых 7,7 % младше 18 и 3,9 % старше 65 лет.